# Madisonville (Tennessee)
Madison è una città degli Stati Uniti d'America, situata nello Stato del Tennessee, nella contea di Monroe, della quale è il capoluogo.